# Informe Stroop

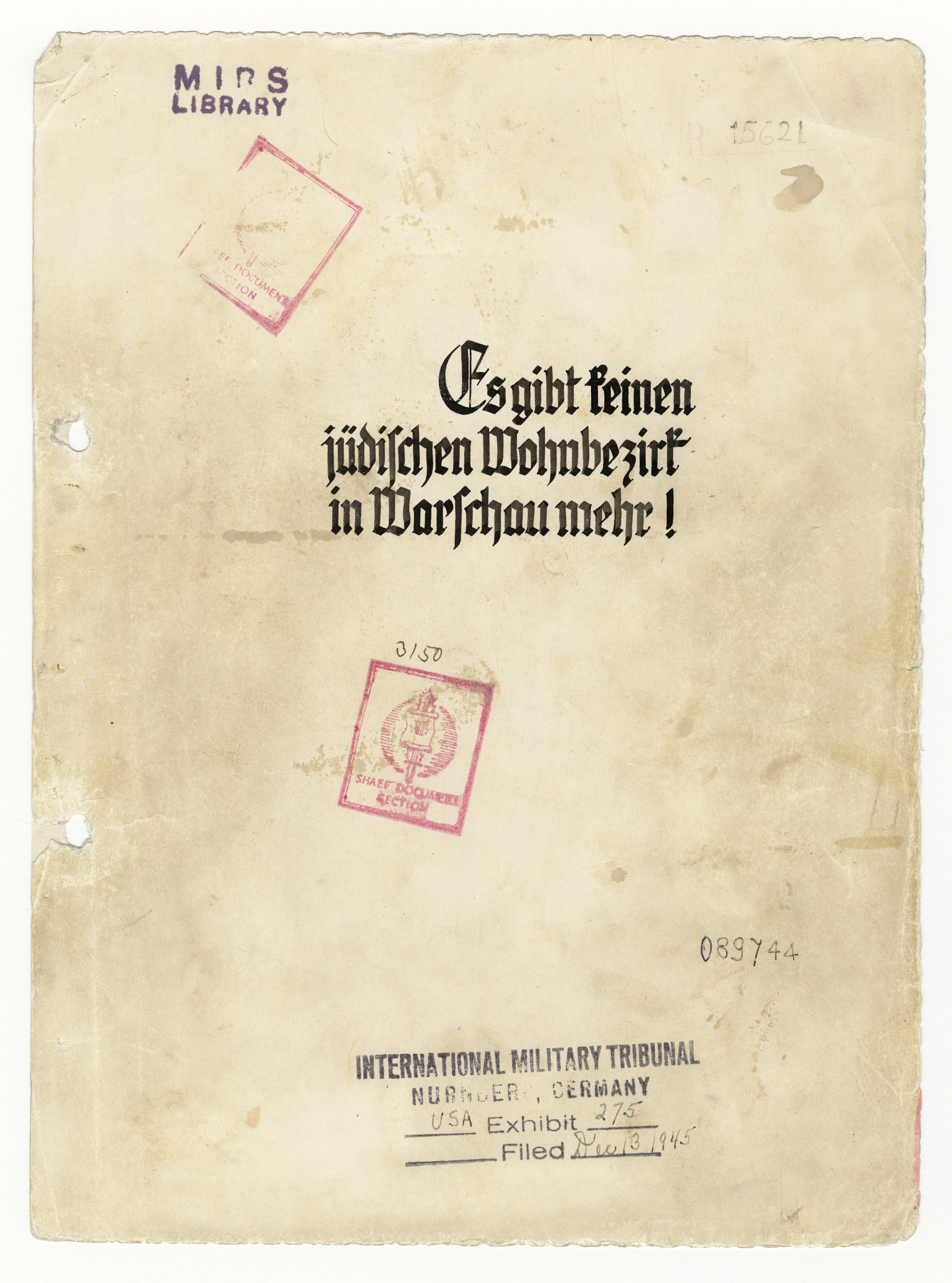
La portada de la "copia estadounidense" del Informe Stroop con el Tribunal Militar Internacional en las marcas de Núremberg.

El Informe Stroop es un informe oficial preparado por el General Jürgen Stroop para el jefe de las SS Heinrich Himmler, que relata la represión alemana del levantamiento del gueto de Varsovia y la liquidación del gueto en la primavera de 1943. Originalmente titulado El barrio judío de Varsovia ya no existe! (en alemán: Es gibt keinen jüdischen Wohnbezirk in Warschau mehr!), comúnmente se conoce como "El Informe Stroop". Fue publicado en la década de 1960.

## Historia
El informe fue encargado por Friedrich-Wilhelm Krüger, jefe de las SS y la policía en Cracovia, y tenía la intención de ser un álbum de recuerdos para Heinrich Himmler. Se preparó en tres copias distintas encuadernadas en cuero para Himmler, Friedrich Krueger y Jürgen Stroop, con una copia "archivo" del informe (das Konzept) restante en Varsovia, bajo el cuidado del Jefe de Estado Mayor Max Jesuiter. Según una declaración dada en 1945 por el ayudante de Stroop, Karl Kaleshke, a las autoridades estadounidenses en Wiesbaden, ordenó que la copia del Informe Stroop se quemara con otros documentos secretos en Burg Kranzberg.

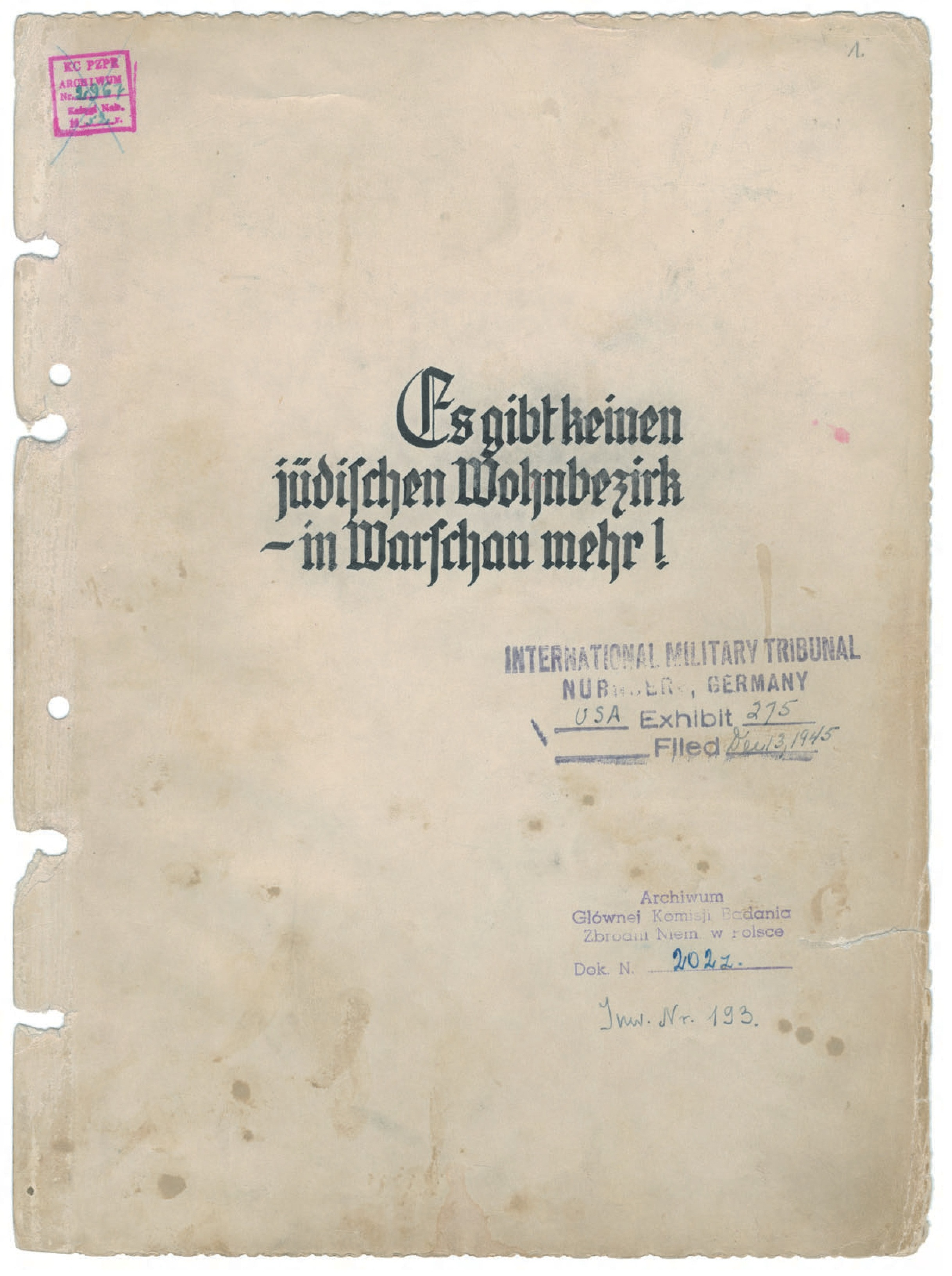
La segunda copia del Informe Stroop del Instituto de la Memoria Nacional en Polonia.

Después de la guerra sólo se descubrieron dos de las cuatro copias, las pertenecientes a Himmler y Jesuiter. La copia de Himmler fue al Séptimo Centro de Inteligencia del Ejército (SAIC) y la de Jesuiter a la Sección de Investigación de Inteligencia Militar (MIRS) en Londres. Varias fuentes declararon que el Bundesarchiv alemán también tenía una copia en Koblenz. Sin embargo, en respuesta a las preguntas de Richard Raskin, el Bundesarchiv declaró que la tercera copia del informe nunca estuvo en su poder. Ambas copias se presentaron como evidencia en el Tribunal Militar Internacional en Núremberg, compartiendo el número de documento 1061-PS, y se utilizaron en el juicio como "Prueba documental 275 de los Estados Unidos". Fue exhibido por primera vez por el fiscal principal de Estados Unidos, Robert H. Jackson, para los jueces durante su discurso de apertura. El fiscal asistente que se ocupaba de la persecución de los judíos se refirió a él como "el mejor ejemplo de artesanía alemana adornada, encuadernada en cuero, profusamente ilustrada, escrita en papel grueso... el recital casi increíble del orgulloso logro del mayor general de policía Stroop". Ambas copias también se usaron en Núremberg en el juicio de Oswald Pohl de 1947 como prueba 503.
El 10 de junio de 1948, Fred Niebergal, jefe de la Oficina del Jefe del Consejo de Crímenes de Guerra - OCCWC, entregó la copia Himmler/SAIC del informe Stroop y el Informe Katzmann a Bernard Acht, jefe de la Misión Militar Polaca en Núremberg. Fue utilizado en el juicio de Stroop en el Tribunal de Distrito Criminal de Varsovia en julio de 1951, y luego transferido al archivo KC PZPR. En 1952 fue transferido al archivo Główna Komisja Badania Zbrodni Hitlerowskich w Polsce (Comisión Principal para la Investigación de Crímenes Nazis en Polonia) y posteriormente a su sucesor, el Instituto de Recuerdo Nacional (en polaco: Instytut Pamięci Narodowej o IPN) donde permanece. En 1948, la copia del informe de los Jesuitas/MIRS fue a los Archivos Nacionales (NARA) en Washington D. C., donde permanece.
En 2017, el Informe Stroop fue presentado por Polonia e incluido en el Registro de la Memoria del Mundo de la UNESCO.

## Contenido

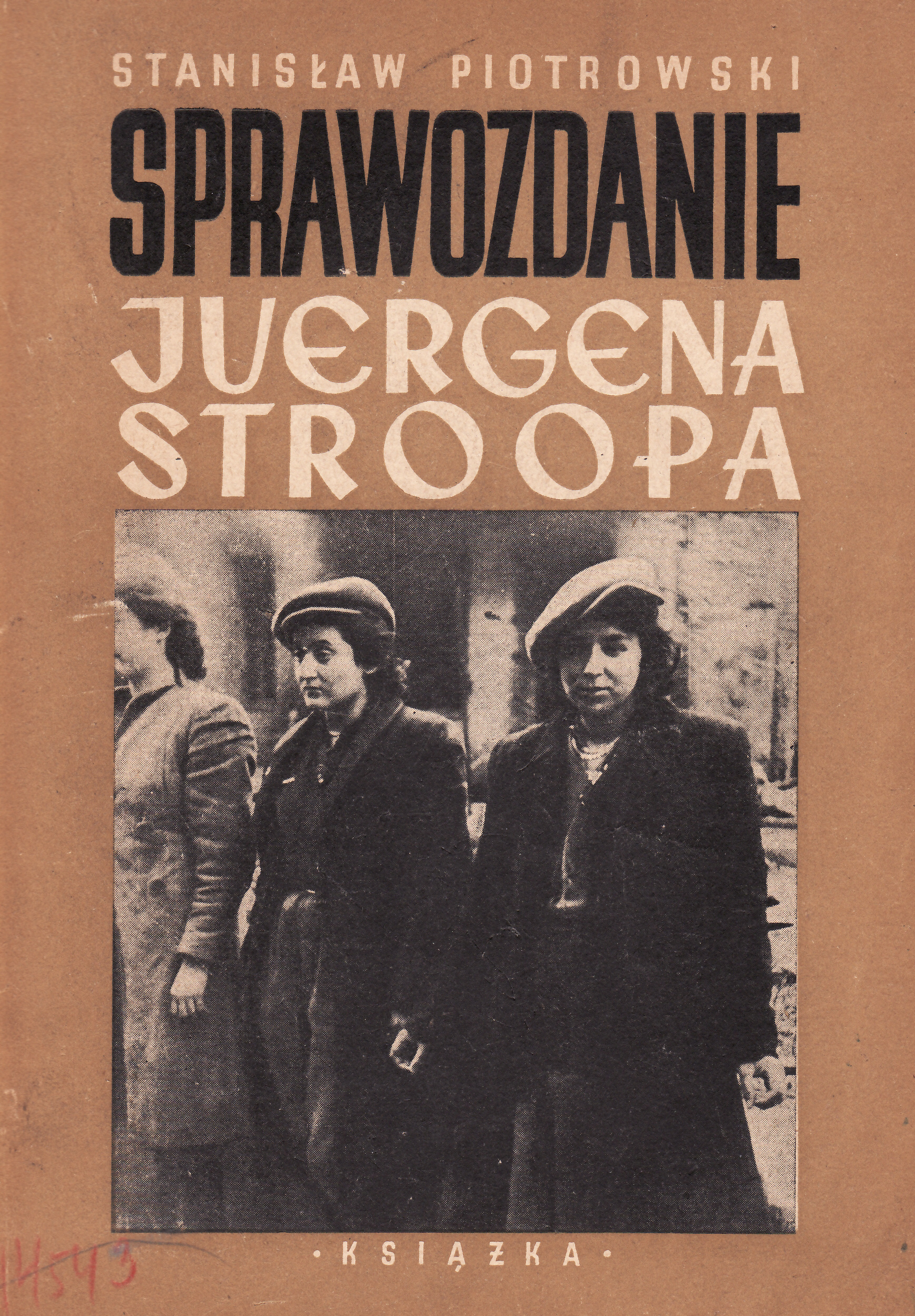
Primera edición de libro del Informe Stroop de 1948 por Stanisław Piotrowski.

El Informe era un documento mecanografiado de 125 páginas, encuadernado en cuero negro, con 53 fotografías. Consistió en las siguientes secciones:
- Resumen, con
  - Página del título
  - Lista de soldados muertos y heridos
  - La lista de unidades de combate involucradas
  - Introducción, firmada por Jürgen Stroop en caso de copia de IPN
- Colección de 31 informes diarios (en alemán: Tägliche Meldungen), enviados por el jefe de gabinete de Stroop, Max Jesuiter, al líder de la policía de las SS East Friedrich-Wilhelm Krüger. Los informes cubren el período del 20 de abril al 16 de mayo de 1943, más un informe del 24 de mayo de 1943, y todos fueron firmados por Jesuiter.
- Serie de 53 fotografías acompañadas de subtítulos escritos a mano en escritura alemana Sütterlin
- El informe NARA también tiene una cuarta sección con estadísticas sobre pérdidas humanas, tipos de armas recuperadas y cantidades de dinero y objetos de valor tomados de los judíos.[2]

Existen ligeras discrepancias en el diseño textual y gráfico, y en las fotografías que contienen.
Artículo principal: Resistencia polaca

El Informe Stroop alude repetidamente a la participación de la Resistencia polaca en el levantamiento del gueto de Varsovia. Stroop se refirió a los combatientes subterráneos polacos como Polnische Banditen - "bandidos polacos", y señaló:
Cuando invadimos el gueto por primera vez, los judíos y los bandidos polacos lograron repeler a las unidades participantes, incluidos tanques y carros blindados, mediante una concentración de fuego bien preparada... El principal grupo de batalla judío, mezclado con bandidos polacos, ya se había retirado durante el primer y segundo día a la llamada Plaza Muranowski. Allí, fue reforzado por un número considerable de bandidos polacos. Su plan era mantener el gueto por todos los medios para evitar que lo invadiéramos... Una y otra vez los bandidos polacos encontraron refugio en el gueto y permanecieron allí sin ser molestados, ya que no teníamos fuerzas a nuestra disposición para peinar este laberinto... Uno de esos grupos de batalla logró montar un camión al ascender desde una alcantarilla en la llamada [Prosta [Calle]] y escapar con él (unos 30 a 35 bandidos)... Los bandidos y los judíos, había bandidos polacos entre estas pandillas armados con carabinas, armas pequeñas y, en un caso, una ametralladora ligera, subieron al camión y se alejaron en una dirección desconocida.

- Jürgen Stroop, 1943

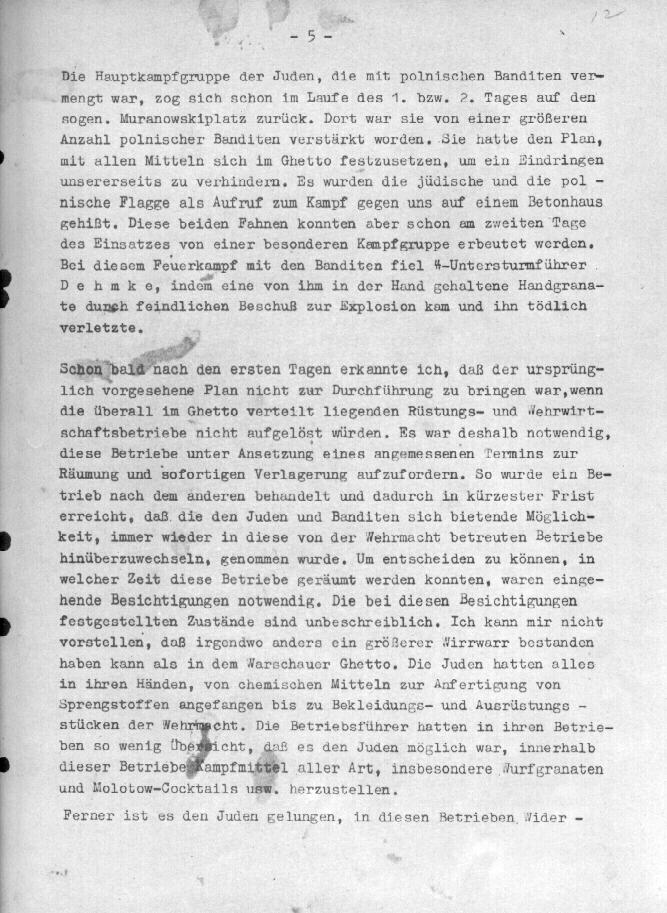
Página 5 del Informe Stroop que describe la lucha alemana contra Juden mit Polnischen Banditen - "Judios con bandidos polacos"
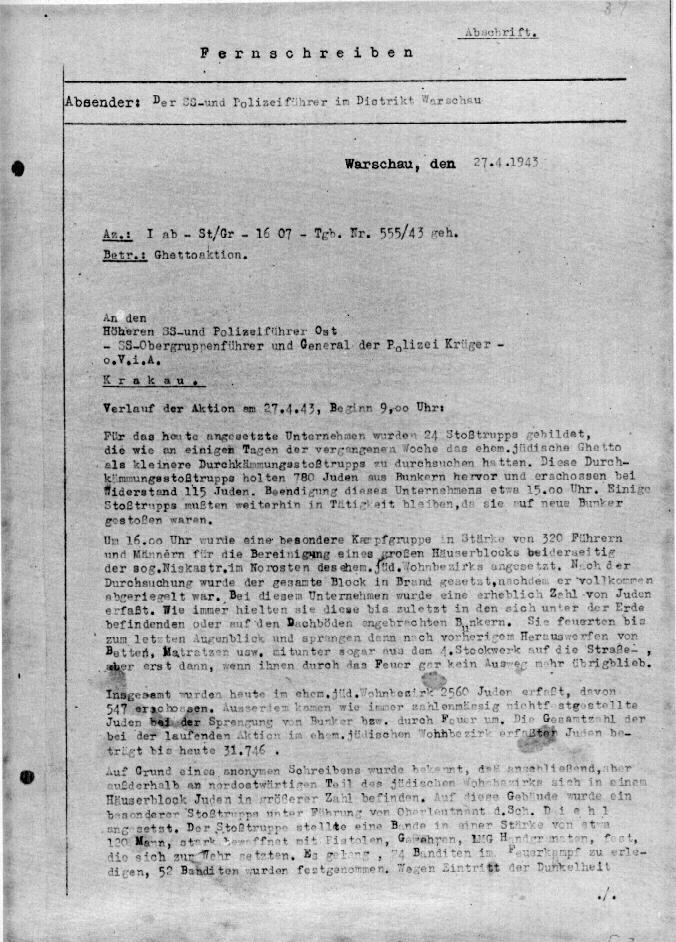
Página que describe las acciones militares el 27 de abril de 1943
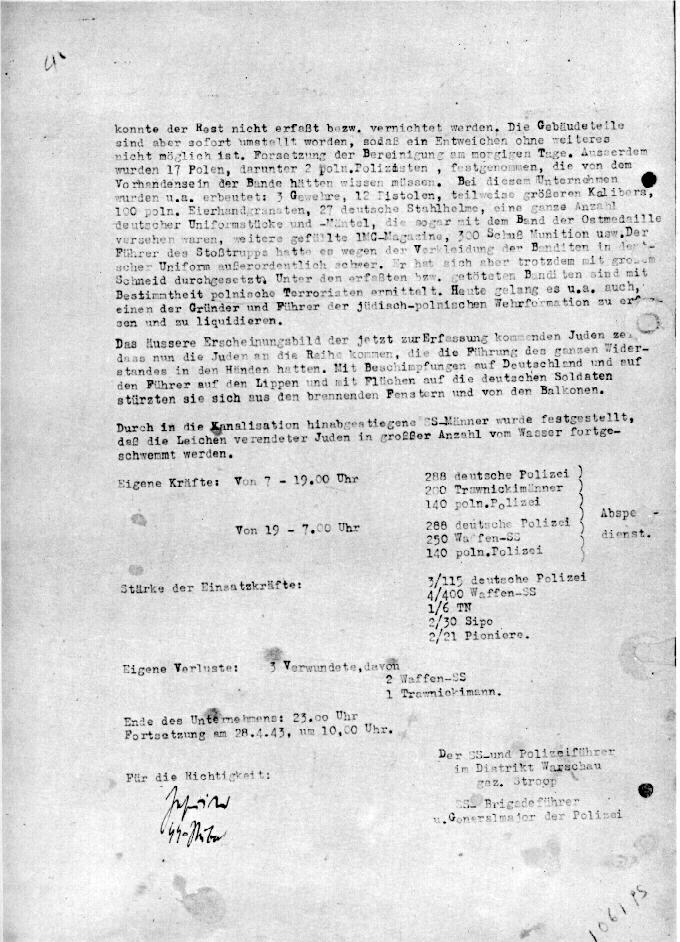
Continuación 27 de abril de 1943 que describe la lucha contra una Wehrformation jüdisch-polnische - "Formación de combate judío-polaca"

## Fotografías del Informe Stroop

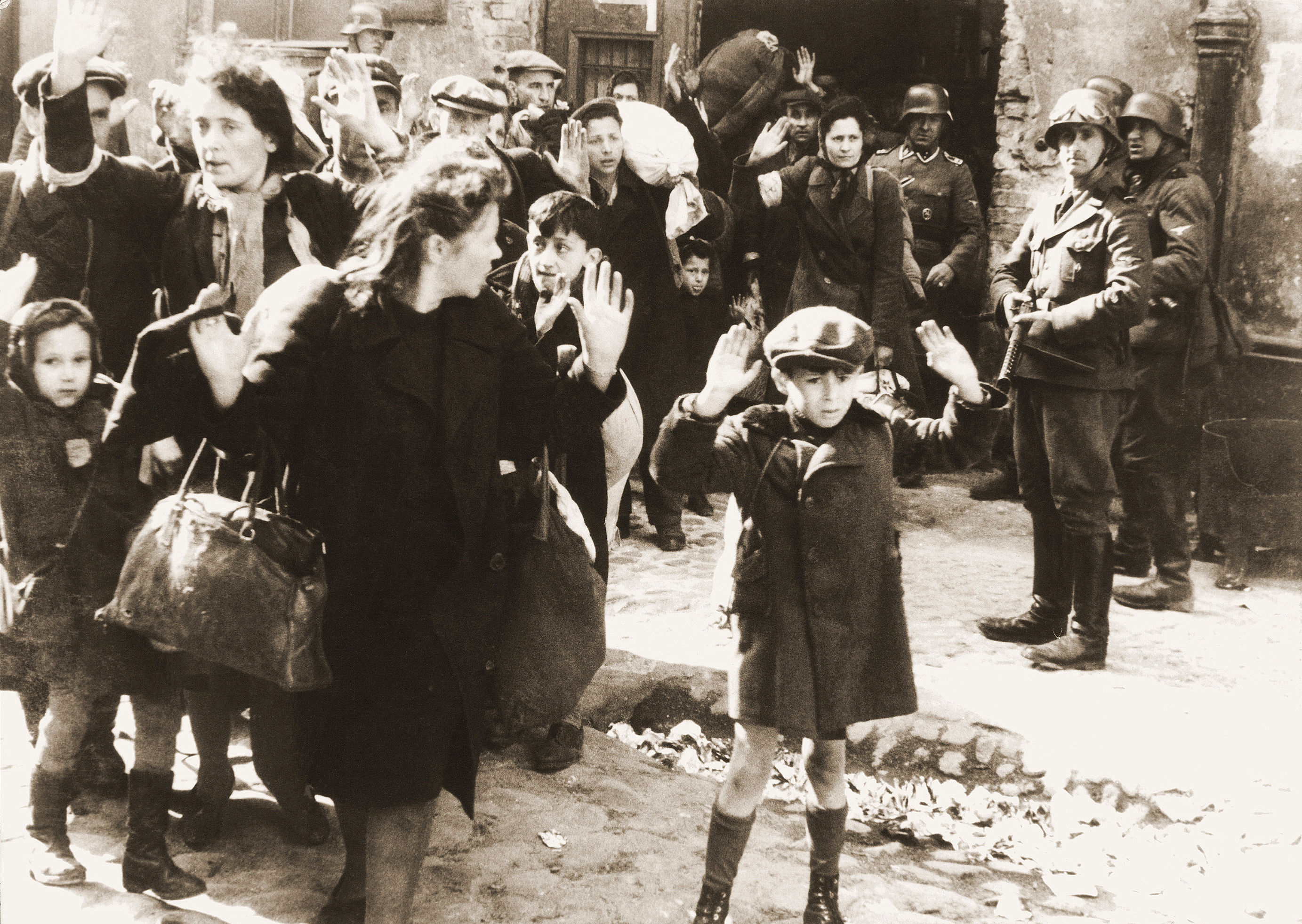
Esta conocida fotografía fue seleccionada entre las 100 fotografías más influyentes por la revista Time. A pesar de los tres libros escritos sobre la imagen, sólo se ha identificado definitivamente al hombre de las SS que apuntaba con la metralleta, como Josef Blösche. Tomada en Nowolipie 34.

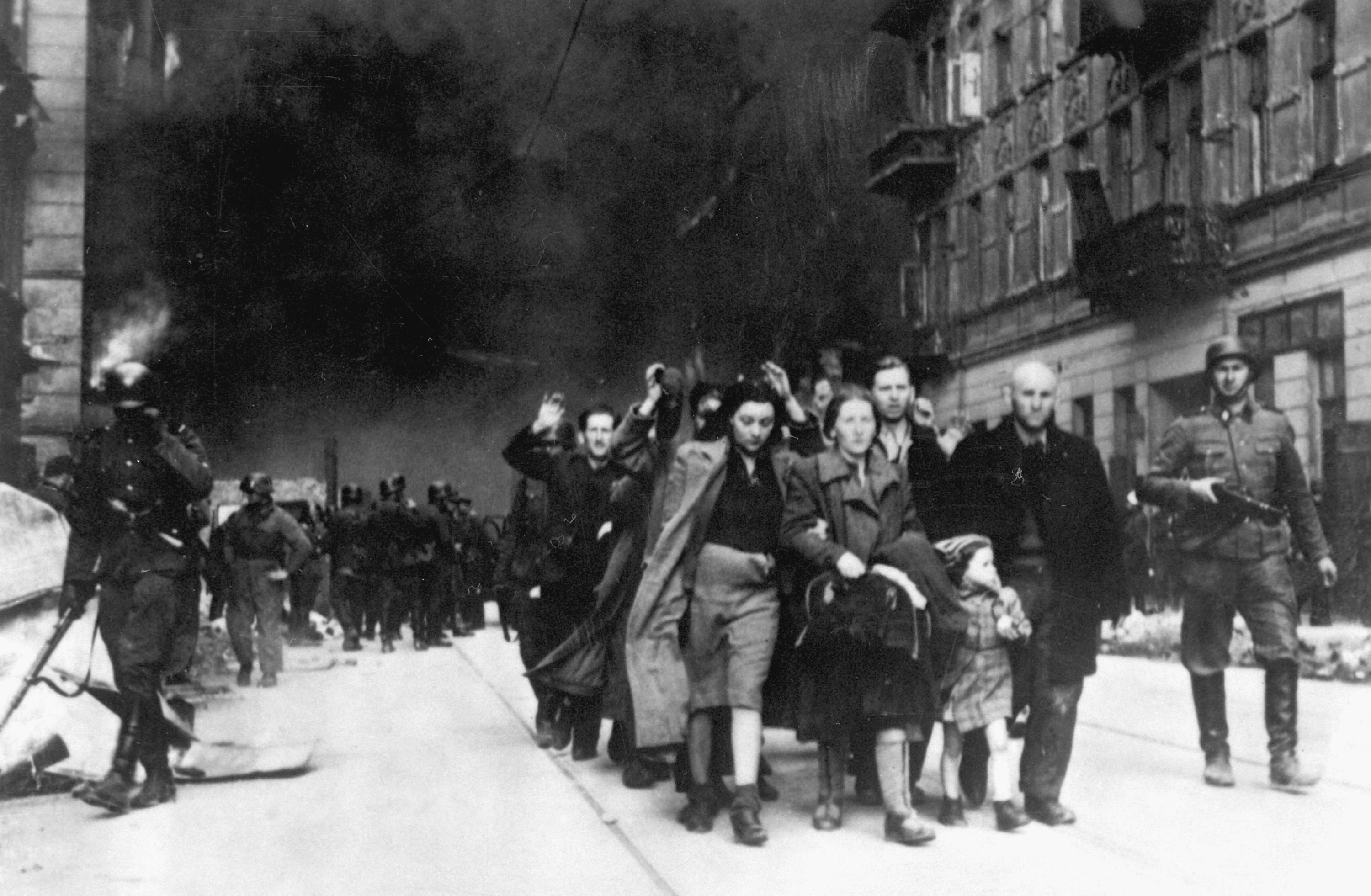
Sacados por la fuerza de búnkeres Judíos capturados son conducidos por soldados de las Waffen SS a Umschlagplatz. En la parte posterior Nowolipie 62 y 63. Consulte la página del archivo para conocer la posible identidad de las personas representadas. El SS de la derecha tiene la insignia "Totenkopf" en el cuello.

La copia IPN del informe tiene 53 fotografías en 49 páginas, mientras que la copia NARA tiene el mismo número de fotografías en 52 páginas. Aparecen 37 fotografías en ambas copias, aunque no siempre con el mismo tamaño, recorte u orden y ocasionalmente con diferentes subtítulos. Dieciséis disparos en cada copia son diferentes, aunque a menudo son muy similares, ya que representan los mismos eventos. En total, en ambas versiones del informe hay 69 fotografías únicas.
Se desconoce la identidad de los fotógrafos que acompañaron a la sede de Stroop durante la operación. Franz Konrad confesó haber tomado algunas de las fotografías; el resto probablemente fue tomado por fotógrafos de Propaganda Kompanie nr 689. Además de las fotografías encontradas en los informes, había alrededor de 45 fotografías adicionales que no se incluyeron y que según Yad Vashem se encontraron en posesión de Stroop cuando fue capturado por los estadounidenses después de la guerra. Algunas de esas fotografías estaban estrechamente relacionadas con las utilizadas en el informe, ya que representaban los mismos eventos. Muchas de esas fotografías adicionales se describen en fuentes acreditadas como provenientes del Informe Stroop, incluso si no aparecen en ninguna de las copias sobrevivientes.
Las fotografías de alta calidad tomadas para Stroop constituyen una documentación única de la etapa final de liquidación del gueto de Varsovia. Al fotógrafo se le permitió el acceso al círculo interno de Stroop, para acompañar a las fuerzas que participaron en la liquidación del gueto y para acercarse a las áreas de combate. Además de una docena de fotografías sinceras tomadas por el bombero polaco Leszek Grzywaczewski, esas son las únicas fotografías del Levantamiento del gueto tomadas dentro del gueto. Algunos de ellos se convirtieron en imágenes altamente reconocidas de la Segunda Guerra Mundial y la Shoah.
Las leyendas fotográficas en el Informe a menudo son altamente racistas y contienen pocos datos sobre su contenido, pero son un buen reflejo de la mentalidad de los autores del informe. Están escritos en el guion alemán Sütterlin, y en algunos casos no coinciden con las imágenes. Muchos de los lugares, personas y eventos representados fueron identificados en los años posteriores a la publicación del informe.